# Bep Bijtelaar
Barendina Maria (Bep, Betty of Betsy) Bijtelaar (Amsterdam, 23 december 1898 – aldaar, 24 oktober 1978) was een Nederlands kunstenaar en archivaris. Ze was dochter van tabakshandelaar Cornelis Bijtelaar en Hendrika Willemina Wolff. Zijzelf bleef ongehuwd.

## Jeugd en opleiding
Bep Bijtelaar kreeg les aan de "School met den Bijbel voor Sloten en Overtoom" aan de Eerste Schinkelstraat 13 in de tegenwoordige Amsterdamse wijk De Baarsjes. Ze leerde vervolgens typen en boekhouden en een kantoorbaan lag in het verschiet. Met die baan financierde ze teken- en schilderlessen bij Gerrit Willem Knap. Een andere opleiding volgde ze aan de Mathesis, de school van het genootschap Mathesis Scientiarum Genitrix in Leiden.

## Carrière

### 1934 - 1950
In 1934, na het overlijden van haar moeder, begon Bijtelaar aan wat haar magnum opus zou worden: het natekenen van alle grafzerken in de Oude Kerk en het proberen te identificeren van de begravenen ("de stenen literatuur van de kerkelijke bouwgeschiedenis" zoals ze het noemde). Die interesse was ontstaan tijdens wandelingen met haar vader langs monumenten in de stad. 
Een ander werk van Bijtelaar was het in kaart en tekening brengen van alle bronzen klokken in Amsterdam op het punt dat nazi-Duitsland deze in de Tweede Wereldoorlog wilde afvoeren. Samen met Jan Belonje verzon ze het verhaal dat voor het verwijderen van de klokken uit de Oude Kerk waarschijnlijk het gehele gebouw gesloopt moest worden. In 1947 verscheen van haar werkzaamheden het boekwerk De zingende torens van Amsterdam. Wegens kritiek op de tekeningen, stopte ze het tekenen. Ze werd lid van het Genootschap Amstelodamum en schreef daar in 1949 een verhaal over "Twee glazen met wapens van burgemeesters in de Oude Kerk in Amsterdam". Ook hield ze wel lezingen in en over de kerk. Er is een schilderij van haar met het interieur van de Westerkerk in het Prinsenhuis naast de kerk. 

### 1950 - 1969
In 1951 kreeg Bijtelaar een aanstelling in een bouwcommissie, die de renovatie van de dan in deplorabele staat verkerende Oude Kerk moest begeleiden. Ze trok naar het gemeentearchief om daar alle stukken boven tafel te krijgen betreffende de bouw van die kerk. Een ander onderzoek leverde de exacte begraafplaats op van Saskia van Uylenburgh (1642) op, alwaar ze even later dertig rozen neerlegde. Op haar initiatief kreeg het graf een inscriptie. Een andere vondst van haar was, dat de bisschop Gwijde van Avesnes uit Utrecht de stad in 1306 had aangedaan vlak voor 17 september, in de Amsterdamse geschiedenis bekend als de dag dat de kerkwijding van de stad plaatsvond. Haar laatste artikelen in Amstelodanum gingen echter over de Nieuwe Kerk.

### 1969 - 1975
In 1969 ontving Bijtelaar uit handen van prins Bernard in het Paleis op de Dam een Zilveren Anjer. In 1974 beitelde houtbewerker Joop van Huisstede haar portret in een van de zitsteuntjes, ze is te zien in mantelpak met dophoedje. Ze woonde een groot deel van haar leven in de Nederlands Hervormde diaconie aan de Eerste Hugo de Grootstraat (Amsterdam-West), maar mocht na renovatie van de woninkjes, die tegen de Oude kerk gebouwd zijn, er een betrekken, aan de Oudezijds Voorburgwal nummer 72, zodat ze elke uur haar geliefde kerk kon bezoeken.

## Overlijden en begrafenis
Bijtelaar wilde begraven worden naast haar ouders, maar haar begrafenis vanuit het Wilhelmina Gasthuis leverde problemen op omdat de begraafplaats Huis te Vraag was al in 1962 gesloten. Een graf in de Oude Kerk zou vanwege een wettelijk ontheffingsverzoek waarschijnlijk niet toegestaan worden. De rouwdienst kon wel in die kerk plaatsvinden, maar ze werd in eerste instantie naar Ouderkerk aan de Amstel gebracht. Ze werd begraven op de De Nieuwe Ooster, alwaar haar graf in 1988 geruimd werd. Ze wordt nog herdacht met een gevelsteen boven de binnendoorgang tussen kerk en haar woning.